# Almirante Schroeders Airport
Almirante Schroeders Airport är en flygplats i Chile.   Den ligger i provinsen Provincia de Magallanes och regionen Región de Magallanes y de la Antártica Chilena, i den södra delen av landet, 2 200 km söder om huvudstaden Santiago de Chile. Almirante Schroeders Airport ligger 47 meter över havet. Den ligger på ön Isla Dawson.
Terrängen runt Almirante Schroeders Airport är platt. Havet är nära Almirante Schroeders Airport åt nordost. Trakten är glest befolkad. Det finns inga samhällen i närheten.
Trakten runt Almirante Schroeders Airport består i huvudsak av gräsmarker.